# Ratpenat muntanyenc
El ratpenat muntanyenc (Hypsugo savii) és una espècie de ratpenat de la família dels vespertiliònids que es troba a Euràsia.

## Descripció
És un ratpenat de musell gros i curt. Les orelles són amples i arrodonides, i doblegades endavant arriben a la meitat de la distància entre l'ull i els narius. El tragus no arriba a la meitat de l'orella, es va eixamplant cap a la part superior i acaba en una punta arrodonida. La cua sobrepassa de 2 a 5 mm l'uropatagi.
Pelatge força llarg. La coloració dorsal varia entre el marró groguenc, el marró daurat i el marró fosc. La ventral és molt més clara, blanca grogosa o blanca grisosa, de manera que contrasta molt amb la dorsal. Les orelles, el morro i el patagi són de color marró molt fosc, gairebé negre.
Dimensions corporals: cap + cos (40-55 mm), cua (31 - 45 mm), avantbraç (31-40 mm) i envergadura alar (220 - 230 mm).
Pes: 5 - 10 g.

## Hàbitat
Tal com indica el seu nom, viu en zones de muntanya a gran altitud, però també en àrees baixes, on freqüenta els espais agrícoles i urbans. Cerca refugi en esquerdes de les roques i dels murs de pedra i, més rarament, en forats dels arbres.

## Distribució
Habita parts de l'est d'Àsia i a la conca del Mediterrani. És present a les Balears, si més no a Mallorca i a Cabrera.

## Costums
Surt a caçar al capvespre i vola per sota dels 10 m d'altura, amb un vol recte, silenciós i no gaire ràpid.

## Subespècies
- H. savii savii, Bonaparte, 1837
- H. savii austenianus, Dobson, 1871
- H. savii caucasicus, Saturnin, 1901
- H. savii ochromixtus, Cabrera,1904

## Espècies semblants
La forma del tragus, més ample per la part superior que per la inferior, la diferència de les altres ratapinyades de la mateixa mida.